# 1818 w literaturze
Wydarzenia literackie w 1818 roku.

## Nowe książki
- polskie
- zagraniczne
  - Mary Shelley – Frankenstein
- wydania polskie tytułów zagranicznych

## Nowe prace naukowe
- polskie
  - Kazimierz Brodziński – O klasyczności i romantyczności
- zagraniczne
  - Juan Ignacio Molina – Sobre la propagación del genero humano en las diversas partes de la tierra

## Urodzili się
- 1 lutego – Cecilio Acosta, wenezuelski poeta (zm. 1881)
- 14 lutego – Gustaw Ehrenberg, polski poeta i publicysta (zm. 1895)
- 4 kwietnia – Thomas Mayne Reid, pisarz amerykański (zm. 1883)
- 30 lipca – Emily Brontë, angielska pisarka (zm. 1848)
- 20 sierpnia – Sarah Hopkins Bradford, amerykańska prozaiczka i poetka (zm. 1912)
- 26 października – Elizabeth Prentiss, amerykańska prozaiczka i poetka (zm. 1878)
- 9 listopada – Iwan Turgieniew, rosyjski pisarz (zm. 1883)
- 20 listopada – Karol Szajnocha, polski pisarz, historyk, patriota i działacz niepodległościowy (zm. 1868)
- Samuel Josef Fünn, żydowski pisarz, publicysta i historyk (zm. 1890)

## Zmarli
- 14 maja – Matthew Gregory Lewis, brytyjski pisarz i dramaturg (ur. 1775)